# Jean Anouilh
Jean Marie Lucien Pierre Anouilh [žan anuj], francoski dramatik * 23. julij 1910, Cérisole, Bordeaux, Francija, † 3. oktober 1987, Lausanne, Švica.

## Življenje
Jeanov oče je bil krojač, mati pa violinistka v potujočem orkestru. Vzgajan je bil protestantskem duhu. Z osmimi leti je začel statirati pri opernih predstavah. 
Študiral je pravo, a je po letu in pol študij opustil. Vse bolj se je zanimal za gledališče. Do leta 1931 je pisal dramske tekste, od katerih pa ni nobeden objavljen. Od 1929–1930 je bil zaposlen kot časnikar.  Spoznal je Preverta, Aurenchea in Ernsta. Postal je tajnik gledališkega igralca in režiserja Louisa Jouveta, a je službo leta 1931 zapustil. Istega leta je napisal dramo L' Hermine, ki je že naslednje leto v gledališču Theatre de l'Oeuvre job ob prvi uprizoritvi požela velik uspeh. Anouilh se je odločil, da bo živel samo od gledališča in delno tudi od filma (napisal je namreč nekaj scenarijev). Povod, da je tudi sam začel s pisanjem dram, je bila uprizoritev Giraudouxove drame Siegfried, ki jo je leta 1928 videl v gledališču Théâtre des Champs-Élysées. Leta 1936 je napisal svojo prvo uspešnico Popotnik brez prtljage, osnovni motiv je povzel po Siegfriedu. Naslednje leto se je spoznal z režiserjem Andrejem Barsacqom, ki je za naslednjih deset let postal Anouilhov »osebni režiser«. 
Anouilh je leta 1948 prestopil iz t. i. avantgardnega gledališča (kot je bilo Le théâtre de l'Atelier), v gledališče, označeno kot meščansko. Leta 1952 je po naročilu napisal Škrjančka, ki so ga naslednje leto uprizorili. Ko se za Anouilha ni več zanimala avantgarda, je pridobil širši krog občinstva.
O Anouilhovem življenju vemo zelo malo in tudi sam je dejal: »Nimam biografije in tega sem zelo vesel.«
Javnosti se razkriva le skozi svoje delo. Na vprašanje, kdo je, je odgovoril: »Obrtnik. Tako kot nekateri izdelujejo stole, izdelujem jaz drame.« Anouilh  je pravi teatrski človek, obrtnik, ki živi za gledališče in ga pozna do najmanjših podrobnosti. V svojih dramah nam to poznavanje gledališča in zakulisja, igralcev in gledaliških delavcev tudi nazorno predstavi.

## Delo
Anoulihova dramatika, ki je izšla iz Giraudouxovega »romantičnega« gledališča, je s pomočjo moderniziranja antičnih mitov, pa tudi ob sodobnih snoveh, prikazovala predvsem nasprotje med odvratno stvarnostjo sodobne meščanske družbe, njene politike in morale, in pa čisto ljubeznijo in nedolžnostjo mladih, nepokvarjenih bitij: edini izhod iz razkola med obema največkrat vidi v smrti. V tehniki svojih dram uporablja enako spretno tradicionalna in modernejša odrska sredstva. Anouilh spada med enega pomembnejših francoskih dramatikov 20. stoletja, ne glede na to, da njegove drame nikakor ne spadajo med družbeno ali politično angažirane. Njegova primarna skrb je občečloveško metafizična; posvečal se je fenomenom zla, eksistence in ljubezni.

Vse, kar je želel na odru pričarati, je bila absolutna iluzija življenja. Grozljivo ga je privlačila in odbijala kruta usodnost vojn, neskončnega trpljenja, izroditev »raja na zemlji«. Čista in nedolžna ljubezen je tema, okoli katere tvori Anouilh najbolj poetične in najmočnejše tekste. Anouilhove drame ne vsebujejo velikih, odrešujočih in osvobajajočih spoznanj, so pa pretresljive, ostre, šokantne, včasih tudi grobe, krute in paradoksalne. Po drugi strani pa so tudi polne humane toplote, humorja in včasih idealističnega optimizma. V Anouilhovih dramah zasledimo štiri osnovne motive, sprožilne elemente: ljubezen, denar, prijateljstvo in ponos. In katere so lahko Anouilhove junakinje? 
»To so tiste plemenite ženske, ki si jih z lahkoto predstavljamo mrtve, blede, s kroglo v glavi.«

## Drame
Črne igre:
- Hermelin, 1931
- Divje dekle, 1934
- Popotnik brez prtljage, 1936
- Euridika, 1941

Nove črne igre:
- Jezabel, 1932
- Antigona, 1942
- Romeo in Jeanette, 1945
- Medeja, 1946

Rožnate igre:
- Mutasti Humulus, 1929
- Ples tatov, 1932
- Zmenek v Senlisu, 1937
- Leocadija, 1939

Briljantne igre:
- Povabilo v grad, 1947
- Colomba, 1951
- Skušnja ali kaznovana ljubezen, 1950
- Cecile ali šola za očete, 1954

Škripajoče ali grenke igre: 
- Ardele ali Marjetica, 1948
- Valček teodorjev, 1952
- Ornifile ali Sapica, 1955
- Zmedena glava ali zaljubljeni reakcionar, 1959
- Jama, 1961
- Orkester, 1962
- Rdeče ribe, 1971

Preoblečene igre:
- Škrjanček, 1952
- Becket ali božja čast, 1958

Baročne igre:
- Dragi Antoin ali zavožena ljubezen, 1969
- Ne budite gospe, 1970
- Operni direktor, 1973

1. 1 2  data.bnf.fr: platforma za odprte podatke — 2011.
2. 1 2 3  Encyclopædia Britannica
3. ↑  Ануй Жан // Большая советская энциклопедия: [в 30 т.] — 3-е изд. — Moskva: Советская энциклопедия, 1969.
4. 1 2  Archivio Storico Ricordi — 1808.
5. ↑  Record #118503251 // Gemeinsame Normdatei — 2012—2016.
6. ↑  LIBRIS — Kraljevska knjižnica Švedske, 2012.
7. ↑  https://www.discoverfrance.net/France/Theatre/Anouilh/anouilh.shtml